# Гюхряг
Гюхряг — село в Табасаранском районе Дагестана Российской Федерации.
Образует сельское поселение село Гюхряг как единственный населённый пункт в его составе.

## География
Село расположено в восточной части Табасаранского района, в 20 км. к юго-востоку от административного центра — с. Хучни.

## История
Образовано в 1964 году путем переселения 40 хозяйств колхоза «Правда» села Гугряг на земли плодопитомнического совхоза «Табасаранский» в местность Гугнак-Казмаляр.
Статус и границы сельского поселения установлены Законом Республики Дагестан от 13 января 2005 года № 6 «О статусе и границах муниципальных образований Республики Дагестан».
На территории села расположено 4 памятника архитектуры, истории и археологии регионального значения. К ним относятся:
Жилой дом Г.Аллахвердиева — 1295 г.х. (1878 г.).
Кладбище IX—XX вв., на северной окраине села.
Кладбище-пир («селение-гъул») XVIII—XIX вв., расположено справа от дороги в с. Хучни.
Мечеть XIX в., расположенная в центре квартала «Мистахъ».

## Население
| 1926  | 1939  | 1970  | 1989  | 2002  | 2010  | 2012  |
| ----- | ----- | ----- | ----- | ----- | ----- | ----- |
| 91    | ↗170  | ↗1066 | ↗1074 | ↗1505 | ↘1454 | ↘1429 |
| 2013  | 2014  | 2015  | 2016  | 2017  | 2018  | 2019  |
| ↘1393 | ↘1349 | ↘1315 | ↘1293 | ↗1295 | ↗1300 | ↘1281 |
| 2020  | 2021  | 2023  | 2024  | 2025  |       |       |
| ↘1277 | ↘1245 | ↗1251 | ↘1243 | ↘1242 |       |       |